# 長春一東
長春一東離合器股份有限公司（上交所：600148），中國兵器工業集團旗下公司，是在1992年成立，前身為一汽東光離合器廠，到了1995年，改名為長春一東離合器有限公司，1998年開始改股份制，也是中國兵器工業集團首家離合器上市公司，董事長為李长江。至於總部為長春市。
其主要業務生產最多汽车膜片弹簧离合器。其股份自1998年於上海證券交易所上市。

## 外部連結
- 長春一東離合器股份有限公司